# This Is How Tomorrow Moves
This Is How Tomorrow Moves è il terzo album in studio della cantante filippina-britannica Beabadoobee, pubblicato il 9 agosto 2024 dall'etichetta discografica indipendente Dirty Hit.

## Tracce
Testi e musiche di Beatrice Laus..
1. Take a Bite – 2:38
2. California – 2:52
3. One Time – 3:05
4. Real Man – 2:39
5. Tie My Shoes – 2:58
6. Girl Song – 3:57
7. Coming Home – 2:15
8. Ever Seen – 3:23
9. A Cruel Affair – 2:31
10. Post – 2:41
11. Beaches – 3:50
12. Everything I Want – 3:09
13. The Man Who Left Too Soon – 1:49
14. This Is How It Went – 3:36

## Formazione
- Beatrice Laus – voce, chitarra
- Jacob Bugden – voce, chitarra, basso, tastiera, programmazione, batteria
- Jason Larder – basso, programmazione
- Eliana Sewell - basso
- Luca Caruso – batteria, percussioni, tastiera
- Carla Azar – batteria, percussioni
- Abe Rounds – batteria, percussioni
- Will Grafe – chitarra
- CJ Camerieri – corni
- Benny Bock – tastiera

## Classifiche
| Classifica (2024) | Posizione raggiunta |
| ----------------- | ------------------- |
| Australia         | 6                   |
| Regno Unito       | 1                   |
| Stati Uniti       | 34                  |